# Milan Tankosić
Milan Tankosić, srbski general, * 2. marec 1912, † 15. april 1971.

## Življenjepis
Leta 1941 je vstopil v NOVJ in naslednje leto v KPJ; med vojno je bil poveljnik več enot.
Po vojni je bil poveljnik brigade, načelnik štaba divizije, poveljnik divizije,...